# اسپرکیان
اسپرکیان (نام علمی: Resedaceae) نام یک تیره از راسته کلم‌سانان است. تیره‌ای از کلم‌سانان با شش سرده و ۷۰ گونه، شامل گیاهان غالباً علفی یک یا دوساله یا چندساله که در نواحی معتدل تا نیمه‌گرمسیری اروپا و غرب آسیا و نیز در خاورمیانه و امریکای شمالی و افریقای جنوبی پراکنده‌اند